# Rathaus (Freudental)

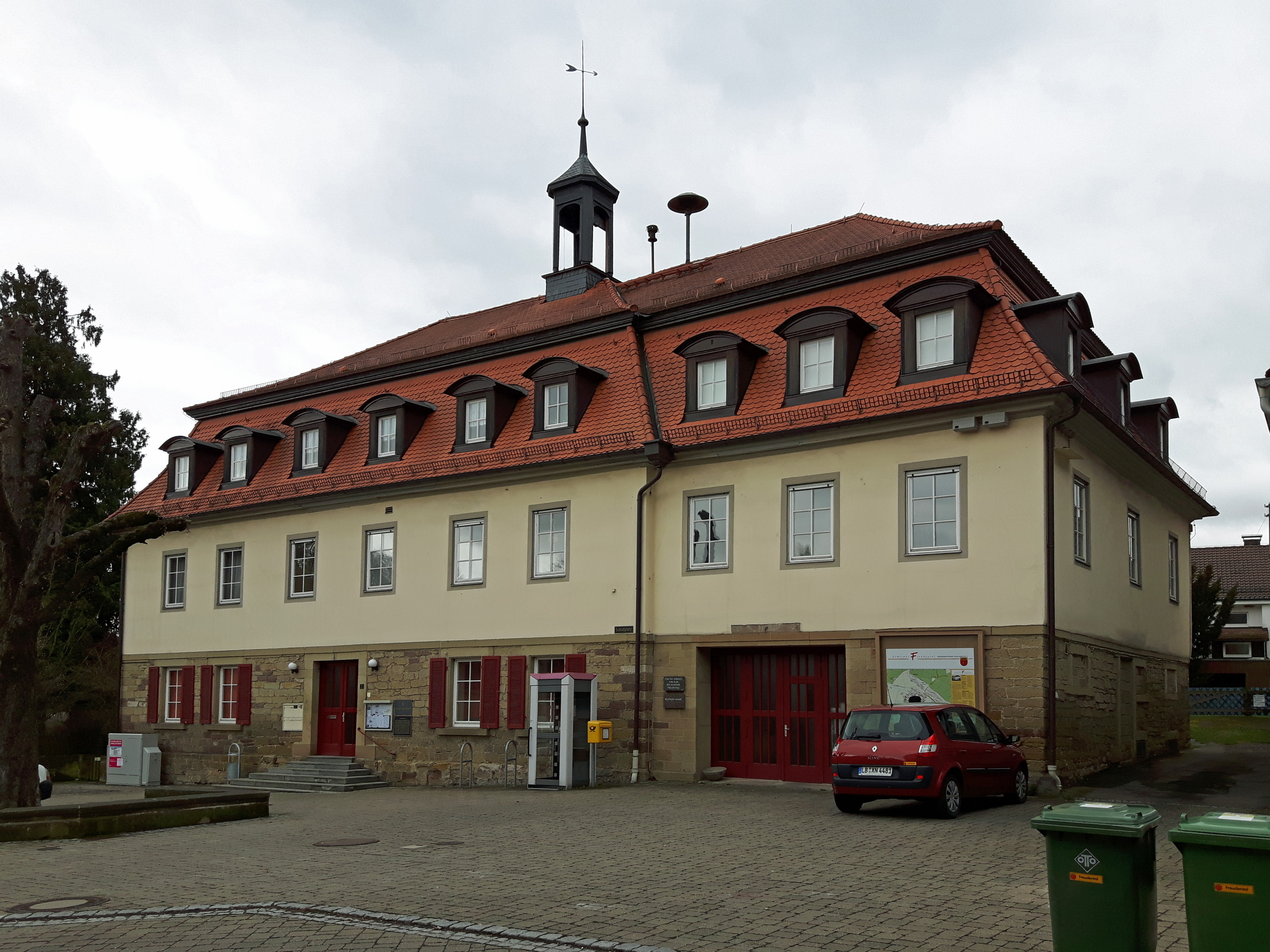
Rathaus in Freudental

Das heutige Rathaus in Freudental, einer Gemeinde im Landkreis Ludwigsburg in Baden-Württemberg, wurde 1810/11 durch König Friedrich I von Württemberg als Wohnhaus für die Angehörigen des königlichen Hauses errichtet. Das Rathaus am Schloßplatz 1 ist ein geschütztes Kulturdenkmal. 
Der ehemalige Prinzenbau des Schlosses ist ein traufständiger Massivbau im Stil des Barocks, der im Erdgeschoss aus Quadermauerwerk besteht. Das Obergeschoss ist verputzt. Das Mansarddach mit Gauben wird von einem Dachreiter bekrönt. 
Von 1845 bis 1963 befand sich im Obergeschoss die Volksschule mit einem eigenen Aufgang am westlichen Giebel. 
In den Jahren von 1970 bis 1972 fand eine umfassende Renovierung und der Umbau zum Rathaus statt. Im Jahr 2007 erfolgte die Dachsanierung.